# Споры о дате Пасхи
Споры о дате Пасхи — ряд разногласий и споров о надлежащей дате важнейшего христианского праздника Пасхи. В настоящее время различают несколько исторических периодов этого процесса. Подробности определения даты Пасхи см. в статье Пасхалия.

## Связь с ветхозаветной Пасхой
Согласно каноническим Евангелиям, Иисус Христос страдал и умер в дни иудейской Пасхи (см. Песах) и воскрес в первый день седмицы. Расхождения между синоптическими Евангелиями (от Матфея, Марка и Луки) и Евангелием от Иоанна относительно дня Тайной Вечери и казни Христа не являются существенными для пасхалии, так как целью последней является определение даты первого после иудейской Пасхи воскресенья.
В соответствии с Законом Моисея, ветхозаветная Пасха должна совершаться в 14 день месяца нисана (полнолуние этого месяца):
В первый месяц, в четырнадцатый день месяца вечером Пасха Господня;

И в пятнадцатый день того же месяца праздник опресноков Господу; семь дней ешьте опресноки.Книга Левит Лев. 23:5, 6; см. также Исх. 12:1-28, Чис. 9:1-14
Поскольку самые первые христианские общины состояли исключительно из иудеев, то для них было естественно праздновать Пасху ветхозаветную, но вложив в неё новозаветный смысл. По мере распространения христианства традиция праздновать Пасху 14 нисана была воспринята и восточными христианами из язычников. На западе в отношении празднования Пасхи не следовали иудейским традициям. Там считали правильным праздновать воскресение Христово в тот день недели, который был посвящён этому воспоминанию, выбирая эту неделю приблизительно — ту, которая следовала за полнолунием пасхального месяца. С течением времени эти две традиции должны были прийти к конфликту.

## Пасхальный спор второго века
Во II веке возник спор о дне праздновании Пасхи между Виктором, епископом Римским, и Поликратом, епископом Эфесским. В Риме праздновали Пасху в день воскресный после 14 нисана согласно преданию, полученному от апостолов Петра и Павла. Христиане Малой Азии, где Поликрат был епископом в Эфесе, разрешали пост и совершали пасху в 14 день (первого весеннего лунного) месяца нисана, в день законной ветхозаветной пасхи, в какой бы день недели это 14 число ни выпадало, согласно преданию, полученному от апостолов Иоанна Богослова и Филиппа. В Риме и в Малой Азии параллельно друг другу собирали поместные церковные соборы, в обоих местах единомысленно полностью подтверждали, что их предание получено от апостолов, только от разных. Виктор формально отлучил епископов и паству Малой Азии за их несогласие с Римом. К счастью, епископ Лионский Ириней выступил посредником и миротворцем в этом споре и сумел убедить Виктора не нарушать мира церковного и привёл в пример двух предшественников Виктора и Поликрата, а именно: Аникиту, папу Римского, и Поликарпа, епископа Смирского, которые, несмотря на то, что Рим и Малая Азия праздновали Пасху по-разному, вместе служили Евхаристию и причащались из одной чаши. Мир между поместными церквями был восстановлен, но при этом каждая область церковная осталась при своём апостольском предании.

## Первый Вселенский собор
Первый Никейский Собор, известный также как Первый Вселенский Собор, наряду с вопросами об арианской ереси и Символе Веры, рассмотрел вопрос о дате празднования Пасхи. Целью Собора в этом вопросе было установление единства во всем христианском мире. Несмотря на то, что текст постановления Собора не сохранился до наших дней, судить о постановлении о Пасхе мы можем по ряду документов. В 1-м послании отцов Никейского Собора к Церкви Александрийской говорится: «Все наши восточные братья, которые до сих пор не были в согласии с римлянами, с вами, и всеми теми, кто изначала поступает, как вы, будут отныне совершать Пасху в то же время, что и вы».
Константин Великий был решительно настроен против обычая праздновать пасху по примеру иудеев. Он был уверен, что это наносит вред репутации христиан, что иудеи могут сказать, что христиане даже важнейшего своего праздника не могут отпраздновать, не отказавшись от иудейского обычая. Неприемлемость этого обычая Константин доказывал тем, что иудеи иногда праздновали Пасхи дважды в год.
Мы, конечно, не потерпим, чтобы наша Пасха праздновалась в одном и том же году в другой раз. Итак, да размыслит благоразумие вашего преподобия, как худо и неприлично то, что в известное время одни соблюдают пост, а другие совершают пиры, и что после дней Пасхи одни проводят время в празднованиях и покое, а другие держат положенные посты. Посему, божественный Промысел благоволил, чтобы это надлежащим образом было исправлено и приведено к одному порядку, на что, думаю, все согласятся.
Историк, епископ и участник Собора, Евсевий Кесарийский в книге «О Жизни блаженного василевса Константина» пишет:
Для согласного исповедания Веры спасительное празднование Пасхи надлежало совершать всем в одно и то же время. Поэтому сделано было общее постановление и утверждено подписью каждого из присутствовавших. Окончив эти дела, василевс сказал, что он одержал теперь вторую победу над врагом Церкви, и потому совершил победное посвящённое празднество Богу
Поместный Антиохийский собор 341 года в своём первом правиле требует строгого соблюдения решений Первого Вселенского собора о дне празднования Пасхи под страхом отлучения от Церкви и извержения из священнического сана.

## Две пасхалии
Параллельно друг другу на Востоке и на Западе начали распространяться две пасхалии. Основное отличие было в использовании разных способов определения начала пасхального месяца — на Востоке применяли 19-летний цикл и предполагали 21 марта как день равноденствия, в Риме использовали 84-летний цикл и днем равноденствия считалось 25 марта. Это приводило к тому, что иногда Пасха праздновалась в разных общинах с разницей в месяц. Положение осложнялось тем, что во многих регионах Западной империи использовались не римские таблицы, а местные способы расчета.
Ситуация вызывала определённые неудобства и была причиной споров о правильной дате, в ходе которых сторонники того или иного способа расчета не раз апеллировали к пасхальным чудесам, доказывающим, по их утверждению, верность избранного ими дня. В первой половине VI века, когда очередные римские пасхальные таблицы подходили к концу, римский аббат Дионисий Малый по поручению папы римского Иоанна I составил новые пасхальные таблицы на основе александрийских расчетов, объединив таким образом восточный и западный способы расчета пасхального дня. Таблицы Дионисия были составлены на 95 лет, но впоследствии были продолжены на неопределенный срок.
Со временем таблицы Дионисия были приняты на всей территории бывшей Западной империи. Процесс был постепенный и шёл на протяжении нескольких столетий; ещё в VIII веке в отдельных районах пользовались местными таблицами.
На Востоке единая александрийская пасхалия была принята также не сразу. Ещё до Никейского собора была создана, по всей видимости, первая пасхалия александрийским учёным Анатолием, епископом Лаодикии Сирийской (3-я четверть III в.) на 19 лет, то есть на один круг луны. Позднее, после Первого Никейского собора, стали появляться пасхалии на 95 лет = 19 лет × 5. Примерами таких 95-летних циклов являются пасхалии, составленные Тимофеем Александрийским (на 380—479 гг.), Кириллом Александрийским (на 437—531 гг.) на Востоке, и Дионисием Малым (на 532—626 гг.) на Западе. Кроме того на Востоке Феофил патриарх Александрии разработал пасхальный цикл на 418 лет (22 цикла по 19 лет) для римского императора Феодосия. Следующим шагом было создание цикла на 532 года = 19 лет (цикл луны) × 28 лет (цикл солнца), получившего наименование Великого индиктиона. Великий индиктион замечателен тем, что с периодом 532 года пасхальные полнолуния выпадают не только на те же даты юлианского календаря, но и на те же дни недели, и, следовательно, повторяются даты Пасхи. Первым на Западе составил пасхальную таблицу на 532 года Викторий Аквитанский. Параллельно на Востоке и на Западе пользовались разными Великими индиктионами и разными пасхалиями.

## Спор о праздновании Пасхи на соборе в Уитби
В 664 году в Уитби, в Англии, на церковном соборе в присутствии короля, произошёл ещё один спор о праздновании Пасхи между архиепископом Вильфридом и местным настоятелем двойного монастыря Колманом. Местное населения острова в большинстве праздновало Пасху согласно своей древней пасхалии, хотя и в воскресенье, но в период с 14 по 22 день Луны. В Риме, который представлял Вильфрид, и на южном побережье Великобритании праздновали Пасху с 15 по 21 день Луны. Вследствие этой разницы в праздновании Пасхи в отдельные годы одни жители постились, а у других было разрешение «на вся». Решающим на соборе было мнение о том, что Римская пасхалия восходит к первоверховному апостолу Петру, и мнение Вильфрида было принято соборно.

## Утверждение постановления отцов Первого Вселенского собора о едином дне праздновании Пасхи во всем христианском мире
С середины VI века до середины VIII века Римские папы были в зависимом положении от императоров Константинопольских, нередко императоры просто назначали пап на Римский престол, поэтому греческое влияние было особенно сильным в это время. При папе Иларе в 465 г. был принят 19-летний цикл, изобретённый в 457 г. Викторием Аквитанским, где устранена была значительная часть разностей между римским и александрийским счислением. Но конец разногласию положен был в VI в., когда (525 г.) римский аббат Дионисий Малый ввёл александрийский 19-летний цикл. В 531 г. оканчивался канон Кирилла Александрийского. Дионисий, повторив последние 19 лет канона, продолжил его до 626 г. и при этом предложил летосчисление от Рождества Христова. Цикл Дионисия тогда же был принят в Риме и Италии; в 589 г. введён в Испании. Но Галлия до Карла Великого держалась цикла Виктория; в Британии даже следовали прежнему 84-летнему циклу. После принятия христианства, англосаксами был принят Дионисиев цикл, и между ними и бриттами возникли пасхальные споры (см. «Спор о праздновании Пасхи на соборе в Уитби»), которые Колумбан (†597) перенёс и в Галлию. Лишь в 729 г. большинство старобританских христиан приняло цикл Дионисия. В отдельных уголках Британии 84-летний цикл просуществовал до начала IX в. Таким образом, в VIII веке александрийская пасхалия была принята на Западе повсеместно и весь христианский мир стал праздновать Пасху каждый год в один и тот же день. Великие индиктионы отсчитываются от сотворения мира в византийской традиции — 5508 год до Р. Х. В 877 начался 13-й великий индиктион. Сейчас идёт 15-й, начавшийся в 1941 году.

## Средние века

### Толкования александрийской пасхалии в средневековье
Александрийская пасхалия построена на ограничениях, которые называет в своей Алфавитной Синтагме Матфей Властарь:
Четыре ограничения положены для нашей Пасхи, которые требуются необходимо. Два из них узаконяет Апостольское правило (7-е) и два получили начало из ненаписанного предания. Первое — мы должны совершать Пасху после весеннего равноденствия; второе — совершать не в один день с иудеями; третье — не просто после равноденствия, но после первого полнолуния, имеющего быть после равноденствия; четвёртое — и после полнолуния не иначе, как в первый день седмицы по иудейскому счету. Поэтому, чтобы сии четыре ограничения соблюдались равно мудрыми и простыми, и чтобы христиане по всей вселенной праздновали Пасху в одно время, не имея притом нигде надобности в особых астрономических вычислениях, -отцы составили канон и предали Церкви, без нарушения сказанных ограничений. Составлен же ими этот канон так: начиная с 6233-го по 6251-й год от сотворения мира они взяли 19 лет и вычислили в каждый из них первое после весеннего равноденствия полнолуние. Изданные собственно у нас таблицы показывают ясно, что когда отцы делали это вычисление, солнце стояло в знаке равноденствия 21-го марта.

### Пасхалистические и календарные традиции средневековой Руси

#### Календарный трактат Кирика Новгородца
Замечательным памятником пасхалистических расчётов в средневековой Руси является трактат средневекового математика, церковного писателя и летописца Кирика Новгородца, написанный около 1136 года. Полное название трактата «Кирика диакона и доместика новгородского Антоньева монастыря учение им же ведати человеку числа всех лет».
«Учение о числах» считается древнейшим русским научным — математическим и астрономическим — трактатом, посвящённым проблемам летосчисления. Кирик Новгородец систематизировал известные ему способы подсчёта лет, месяцев, дней и часов, привёл теоретические основы для календарного счёта. Также даются сведения о соотношении лунного и солнечного календарей.
Возможно трактат являлся «учебником» для интересующихся летосчислением или пособием для составителей пасхальных таблиц.

#### Пасхалии Агафона
Так как исчисления такого рода не простирались далее седьмой тысячи лет от сотворения мира, то в начале XV века появилось суеверное ожидание, что с окончанием седьмой тысячи наступит и конец света. Для того, чтобы положить конец суеверным толкам, в сентябре 1491 года (7000 год от сотворения мира) был созван собор под председательством митрополита Зосимы, на котором определили написать пасхалию на восьмую тысячу лет. Сам Зосима составил пасхалии на 20 лет, а в дальнейшем поручил это занятие новгородскому архиепископу Геннадию, который, в свою очередь, составил пасхалии на 70 лет. В 1539 году пасхалии на 532 года под названием «Великий Миротворный Круг» составил новгородский священник Агафон.

#### Пятиперстная пасхалия

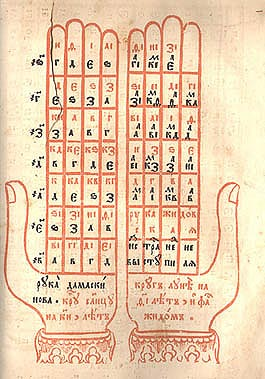
«Рука Иоанна Дамаскина».
Средневековый способ для расчёта пасхалии. Слева: «рука дамаскинова», на ней 28 кругов Солнцу — красные славянские цифры
Старославянская кириллица, под каждой из них вруцелето, каждого круга Солнцу — чёрные славянские цифры. Справа: «рука жидовская», на ней 19 кругов Луне — красные славянские цифры, под каждой из них пасхальная граница, каждого круга Луне — чёрные славянские цифры.

В средневековой Руси был разработан оригинальный и остроумный метод проведения календарных и пасхалистических расчётов, основанный на использовании пальцев рук, получивший название «Вруцелета» («Рука Иоанна Дамаскина»).

## Новая григорианская пасхалия и новые пасхальные споры
День весеннего равноденствия и пасхальные полнолуния в пасхалии являются не реальными астрономическими событиями, а величинами календарными и расчётными. За день весеннего равноденствия в пасхалии принято 21 марта. Однако астрономическое равноденствие по юлианскому календарю смещается в среднем на одни сутки за 128 лет в сторону зимы. Пасхальные полнолуния рассчитываются по Метонову циклу, который декларирует повторение дат фаз Луны с периодичностью 19 лет. Этот цикл тоже неточен — в александрийской пасхалии расчётные фазы Луны отстают относительно истинных на сутки за 310 лет.
К XVI веку разница между астрономическим и календарным днями весеннего равноденствия уже равнялась 10 суткам, а пасхальные полнолуния происходили на 3-4 дня позже астрономических. Ситуация вызывала определённую неловкость, и в Западной Европе предлагались различные варианты её разрешения.

### Предыстория реформы

#### Византия
Неточность юлианского календаря и александрийской пасхалии, смещение астрономического весеннего равноденствия по отношению к 21 марта и отставание расчётной 14-й Луны от истинного полнолуния, была замечена Никифором Григорой, византийским историком и астрономом XIV века. В 1326 году Григора докладывал результаты своих астрономических исследований императору Андронику II и предлагал реформу календаря аналогичную григорианской. Однако, император отказался от её проведения, справедливо предполагая большие организационные трудности, возможные волнения и церковный раскол.
В 1373 году византийский математик и астроном, ученик Григоры, Исаак Аргир, указывал на неточность юлианского календаря и александрийской пасхалии. Однако, он полагал проведение реформы бесполезным, так как был глубоко уверен в предстоящем через ближайшие 119 лет конце света. В те времена считалось, что существование материального мира ограничено 7000 лет, а в 1492 году от Р. Х. как раз исполнялось 7000 лет от сотворения мира.

### Григорианская реформа
Григорианский календарь даёт гораздо более точное приближение к тропическому году. Поводом к принятию нового календаря стало постепенное смещение по отношению к юлианскому календарю дня весеннего равноденствия, по которому определялась дата Пасхи, и рассогласование пасхальных полнолуний с астрономическими. С 325 года дата весеннего равноденствия сместилась с 21 на 11 марта, это и стало поводом для введения нового календаря. Это смещение было замечено ещё в начале второго тысячелетия, и возникла необходимость коррекции календаря, поскольку неверный расчёт дня Пасхи приводил к несоблюдению в некоторые дни Великого поста, что считалось серьёзным грехом. Тридентский собор (1545—1563) поручил папе провести необходимые изменения.
В 1582 году Римско-католическая Церковь при папе Григории XIII произвела реформу календаря и пасхалии (см. григорианский календарь). До Григория XIII проект пытались осуществить папы Павел III и Пий IV, но успеха они не достигли. Григорианская пасхалия является более точной астрономически (требование «в первый воскресный день после первого полнолуния после весеннего равноденствия» всегда соблюдается), но более сложной, чем александрийская.
Автором проекта нового календаря и пасхалии был Алоизий Лилий, итальянский врач, астроном, философ и хронолог, а после его смерти в 1576 году доработка и практическая реализация была поручена Христофору Клавиусу, немецкому математику и астроному.
Григорианская календарная реформа проходила в обстановке противостояния Римско-католической церкви и Православия, а также борьбы с нарождающимся Протестантизмом. Страны, где доминировала католическая церковь, перешли на григорианский календарь и пасхалию в течение 1582-83 годов. В протестантских странах реформа вызвала резко критическое отношение, однако по прошествии времени протестантские церкви постепенно перешли на григорианский метод определения даты Пасхи.
В 1583 году Римский папа Григорий XIII направил Константинопольскому патриарху Иеремии II посольство с предложением перейти на григорианский календарь. Константинопольский собор 1583 года, признав неточность юлианского календаря, тем не менее, отверг предложение как не соответствующее канонам святых Соборов, а последователи григорианского календаря, были преданы анафеме. В частности, в правиле собора говорится:
Кто не следует обычаям Церкви и тому, как приказали семь святых Вселенских соборов о святой Пасхе и месяцеслове и добре законоположили нам следовать а желает следовать григорианской пасхалии и месяцеслову, тот с безбожными астрономами противодействует всем определениям св. соборов и хочет их изменить и ослабить — да будет анафема
Большинство православных церквей продолжает пользоваться александрийской пасхалией, обосновывая это в частности тем, что григорианская Пасха иногда происходит прежде еврейской, что противоречит Церковному Преданию (христианская Пасха должна быть после ветхозаветной, то есть после 14 нисана). Григорианской пасхалией пользуется только православная церковь Финляндии с 1923 года, в которой по этой причине произошёл раскол.

## XVII—XIX век
В течение последующих трёх веков — XVII, XVIII и XIX — целый ряд Вселенских Патриархов решительно высказывались против григорианского календаря и, оценивая его в духе соборного постановления Патриарха Иеремии II, увещевали Православным избегать его.
Так, нижеследующие Патриархи:
Кирилл I, занимавший вселенский престол шесть раз и принявший в 1639 г. страдальческую кончину; Парфений I, в 1639—1644 гг.; Калиник II: в 1688—1693 гг. и 1694—1702 гг.; Паисий II: в 1726—1733 гг.; Кирилл V: в 1748—1757 гг.; Агафангел: в 1826—1830 гг.; Григорий VI: в 1835—1840 и 1867—1871 гг.; Анфим VI: в 1845—1848 и 1855 г., — порицали римское счисление, как враждебное Православному Востоку, расценивая это новшество в духе Патриарха Иеремии II.
Патриарх Калиник II совместно с Антиохийским Патриархом Афанасием (1686—1728) разъясняли Антиохийской пастве, что празднование Пасхи одновременно с латинянами есть отречение от установления Православной Церкви о постах и применение уставов церкви римской, — есть измена Православию и отступление от святоотеческих заветов, гибельное для чад Православной Церкви. Поэтому всякий истинный христианин должен быть твёрд в установлениях Православной Церкви и обязан праздновать Пасху и соединённые с нею праздничные дни и церковные времена применительно к практике Православного Востока, а не инославного Запада, чуждого нам по вере.
С большим запрещением было окружное послание Патриарха Кирилла V, в 1756 году, в котором говорится, что тот, кто следует неботаиннику Павлу, рёкшему в своём послании к Галатам, в главе 1-й, стих 8-й: «но и аще мы, или ангел с небесе благовестит вам паче, еже благовестихом вам, анафема да будет», — таковые, — «иерей ли, мирянин ли, то да будет отлучён от Бога, проклят и по смерти да не растлеется и пребудет в вечных муках… Да наследуют таковые проказу Гиезия и удавление Иуды, да будет на земле, как Каин, иже стеня и трясыйся и гнев Божий да будет на главе их и участь их будет с предателем Иудою и с богоборцами Иудеями… Ангел Божий да преследует их мечем во вся дни жизни их и да подлежат они всем проклятиям Патриархов и Соборов, под вечным отлучением и в муках огня вечного. Аминь. Да будет!»
В 1827 году Патриарх Агафангел отклонил предложение русских учёных о реформе церковного календаря.
В 1848 году Патриарх Анфим VI, совместно с прочими Восточными Патриархами: Александрийским Иерофеем, Антиохийским Мефодием и Иерусалимским Кириллом II, в окружном послании Единыя Кафолическия Церкви, обращённым ко всем Православным Христианам, свидетельствует:
«У нас ни Патриархи, ни Соборы никогда не могли ввести что-нибудь новое, потому что хранитель благочестия у нас есть само тело Церкви, то есть самый народ, который всегда желает сохранить веру свою неизменною и согласною с верою отцев своих… Да держим исповедание, которое приняли от таковых Мужей, Святых Отцев, да отвращаемся всякого новшества, как внушения диавольского,… на что если бы кто-либо дерзнул или делом, или советом, или помышлением, — таковый отрекся уже от веры Христовой, уже добровольно подвергся вечной анафеме за хулу на Духа Святаго, якобы не совершенно глаголавшего в Священном Писании и во Вселенских Соборах».
Архиепископ Феофан Полтавский и Переяславский писал по этому поводу:
«В соответствии с этим, на протяжении трёх веков, со времени римской реформы календаря, главы Церквей, как Патриархи, отвергали реформу календаря (в Палестине, Сирии, Египте, Архиепископы Кипра и т. д.), охраняя свои паствы путём посланий и грамот, разъясняли им истинное значение Григорианского календаря, оттеняя его связь с целым рядом новаторских измышлений папства.»

## XX век
Вопрос о календаре решался на Поместном соборе Православной российской церкви (1917—1918). В результате был принят «Проект Соборного Деяния по вопросу о календаре», в котором сказано:
«Будучи непригоден для целей исторических, григорианский календарь не удовлетворяет и требованиям астрономическим. Так, ещё в 60-х годах прошлого века предложен стиль, по которому в течение 128 лет должен быть 31 високос. По этому стилю ошибка в вычислении годов в течение тысячи лет не может стать более часа. К этому летосчислению можно приспособить православную пасхалию. Григорианский календарь, являясь исторически вредным, оказывается астрономически ненужным.
Введение григорианского календаря в разных странах осуществлялось далеко не мирным путём, и у нас в Западной Руси велась борьба из-за стилей в течение целых столетий. Православные славяне всегда стояли за стиль юлианский…На основании изложенных соображений, Правовой и Богослужебный Отделы в соединенном заседании постановили: 1) в течение 1918 года Церковь в своем обиходе будет руководствоваться старым стилем, 2) поручить Богослужебному Отделу разработать в подробностях дело применения стилей во всей жизни Церкви.»
В 1923 году в Константинополе проходило «Всеправославное» совещание, которое одобрило проект т. н. новоюлианского календаря. Относительно пасхалии совещание приняло определение, отменяющее вычисления по какому-либо циклу, и предписывающее совершать Св. Пасху в первое воскресенье после 1-го полнолуния, следующего за весенним равноденствием, которое определяется астрономически для Иерусалимского меридиана.
Несмотря на критику решений совещания, большинство поместных православных церквей, за исключением Русской, Иерусалимской, Грузинской, Сербской, РПЦЗ, монастырей Афона, а также старостильных церквей, приняло новоюлианский календарь, совпадающий с григорианским до 2800 года. При этом определение дня Пасхи по непосредственным астрономическим данным не нашло практического применения и александрийская пасхалия осталась в силе. Новоюлианский календарь, также был формально введён патриархом Тихоном для употребления в Русской православной церкви 15 октября 1923 года. Однако это нововведение, хотя и было принято практически всем духовенством, вызвало несогласие в Церкви (храмы просто опустели, большинство прихожан перестали в них ходить), поэтому уже 8 ноября 1923 года патриарх Тихон распорядился «повсеместное и обязательное введение нового стиля в церковное употребление временно отложить». Введение новоюлианского календаря привело к расколу и образованию старостильных церквей, которые прекратили евхаристическое общение с новостильными.
Вновь вопрос о церковном календаре встал на совещании Глав и Представителей автокефальных Православных Церквей в 1948 г. в Москве. Константинопольская, Александрийская, Иерусалимская, РПЦЗ, а также старостильные церкви в совещании не участвовали. Совещанием было вынесено официальное постановление, касающееся календарной проблемы, согласно которому для всего православного мира обязательно совершать праздник Святой Пасхи только по старому (юлианскому) стилю, согласно александрийской пасхалии.

На всеправославном совещании, собранном в 1976 по инициативе Всемирного совета церквей (ВСЦ) в Шамбези, в числе прочих обсуждался и вопрос о календаре. По решению этого совещания год спустя была созвана конференция специалистов (астрономов, историков, канонистов) и пастырей для обстоятельного изучения вопроса датировки Пасхи. Конференция сформулировала следующие выводы:

1. астрономически точное вычисление даты Пасхи зависит от точного определения весеннего равноденствия и следующего за ним полнолуния, по иерусалимскому меридиану, а также воскресенья после этого полнолуния. Это вычисление находилось бы в полном соответствии с буквой и духом определений I Никейского Вселенского Собора относительно времени празднования Пасхи
2. между нынешним церковным определением даты Пасхи и научными астрономическими вычислениями имеются некоторые различия, а именно: пасхалическое равноденствие отстоит на 13 дней от астрономического, и пасхалическое полнолуние отстоит на 5 дней от действительного
3. астрономическое определение даты Пасхи не зависит от специального календаря или каких-либо формул, но основывается на точных наблюдениях и астрономических расчетах
4. при точном соблюдении астрономических расчетов дата Пасхи приходится после даты Пасхи иудейской, если вычислять последнюю на основе практики, существовавшей в эпоху I Вселенского Собора.

Наряду с «астрономическим» методом определения даты Пасхи исполнительным комитетом ВСЦ выдвигалось иное предложение: установить празднование Пасхи в воскресный день, следующий за второй субботой в апреле месяце по григорианскому календарю.
Предполагалось, что все эти предложения и результаты обсуждений будут рассмотрены Всеправославным собором. Однако, такой собор до сих пор не созывался. В настоящее время научно-богословская дискуссия по вопросу календаря и пасхалии практически не ведётся. В 1997 году Священный Синод РПЦ вынес следующее постановление:
Свидетельствовать, что в нашей церковной и общественной среде юлианский календарь (старый стиль) отождествляется с частью национальной духовной традиции, приверженность которой стала нормой религиозной жизни миллионов людей. В связи с этим ясно заявить, что вопрос об изменении календаря в нашей Церкви не стоит.

### История пасхалии
- Пасха // Энциклопедический словарь Брокгауза и Ефрона : в 86 т. (82 т. и 4 доп.). — СПб., 1890—1907.
- Болотов В. В. Лекции по истории Древней Церкви. Том III, глава V. Споры о времени празднования пасхи
- Болотов В. В. Александрийская пасхалия: логика и эстетика.
- Климишин И. А. Календарь и хронология. — Изд. 3. — М.: Наука. Гл. ред. физ.-мат. лит., 1990. — 478 с. — 105 000 экз. — ISBN 5-02-014354-5.
- Mosshammer, Alden A. The Easter Computus and the Origins of the Christian Era. Oxford: Oxford University Press, 2008. ISBN 0-19-954312-7.
- Голубинский Д. Ф. О времени празднования Пасхи у христиан Востока и Запада // Богословский вестник, 2 № 4(1892) 16 С. 73-88
- Кузенков П. В. Календарно-пасхалистические традиции в Византии и на Руси в XI—XII вв.: Сопоставление календарных трактатов Михаила Пселла (1092 г.) и Кирика Новгородца (1136 г.) Глава книги: Вестник церковной истории. 2006. № 2
- Творения святого Епифания Кипрского. Ч. 4.стр.260
- Михаил Пселл. «Труд блаженейшего Пселла о годовом движении, кругах солнца и луны, о затмениях и нахождениях Пасхи.»
- Chronicon paschale т.1. 1832 г.
- Chronicon paschale т.2. 1832 г.
- «Пасхальная хроника», в переводе Самуткиной (недоступная ссылка)
- Афанасий Великий. Праздничные послания. Текст воспроизведен по изданию: Творения иже во святых отца нашего Афанасия Великого. Том 3. Свято-Троицкая Сергиева лавра. 1903
- Inter Gravissimas Булла Папы Григория XIII о введении нового календаря и пасхалии

### Еврейский календарь
- Календарь // Еврейская энциклопедия Брокгауза и Ефрона. — СПб., 1908—1913.
- Stern, Sacha, Calendar and Community: A History of the Jewish Calendar Second Century BCE — Tenth Century CE, Oxford University Press, Oxford, 2001.
- Талмуд. Мишна и Тосефта (в 7 т.). Т. 2. Кн. 3-4. Моэд. стр.176 Трактат Песахим (Пасха)

### Календарный вопрос
- Ливерий Воронов. Календарная проблема. Её изучение в свете решения Первого Вселенского Собора о пасхалии и изыскание пути к сотрудничеству между Церквами в этом вопросе
- Хулап В. Ф. Реформа календаря и пасхалии: история и современность.
- Дмитрий Вайсбурд. Дискуссия о церковном календаре в РПЦ в XX веке. Итоговая работа на соискание степени бакалавра богословия. Свято-Филаретовская Московская высшая православно-христианская школа Москва 2001.
- Д. П. Огицкий. Канонические нормы православной пасхалии и проблема датировки Пасхи в условиях нашего времени.
- А. Чхартишвили. Наши календари. Почему русская церковь живёт по старому стилю.
- А. И. Георгиевский. О церковном календаре.
- Архиепископ Серафим (Соболев). О новом и старом стиле.
- Протоиерей Владислав Цыпин. О календарных спорах и церковных канонах.
- Календарът и пасхалията на фона на историята книга на Злати Златев
- Церковный календарь: подборка литературы о календаре и пасхалии на православном сайте «pagez.ru»